# Qasigiannguit Stadion
Qasigiannguit Stadion – wielofunkcyjny stadion w Qasigiannguit, na Grenlandii. Jest obecnie używany głównie dla meczów piłki nożnej. Swoje mecze rozgrywają na nim drużyny piłkarskie Kugsak-45 i Christanshåb Idraetsforening 70. Posiada żwirowe boisko.
W 2018 płytę boiska pokryto sztuczną trawą. 